# Ahmed El-Saghir
Ahmed El-Saghir, né le 9 août 1986, est un escrimeur égyptien.

## Carrière
Ahmed El-Saghir est médaillé d'or en épée par équipes et médaillé de bronze en épée individuelle aux Championnats d'Afrique 2006 à Casablanca. Il obtient deux médailles d'or, en épée individuelle et par équipes, aux Championnats d'Afrique 2008 à Casablanca. Il est médaillé d'or en épée par équipes aux Championnats d'Afrique 2009 à Dakar puis médaillé d'or en épée par équipes et médaillé de bronze en épée individuelle aux Championnats d'Afrique 2011 au Caire. Il obtient la médaille d'or en épée par équipes et la médaille d'argent en épée individuelle aux Championnats d'Afrique 2012 à Casablanca.
Il remporte la médaille d'or en épée par équipes aux Championnats d'Afrique 2013 au Cap puis deux médailles d'or, en épée individuelle et par équipes, aux Championnats d'Afrique 2014 au Caire.
Il obtient la médaille d'or en épée par équipes  et la médaille d'argent en épée individuelle aux Championnats d'Afrique 2015 au Caire, la médaille d'or en épée individuelle et par équipes aux Jeux africains de 2015 à Brazzaville puis remporte la médaille d'or en épée par équipes et la médaille de bronze en épée individuelle aux  Championnats d'Afrique 2016 à Alger ainsi qu'aux Championnats d'Afrique 2017 au Caire.
Il remporte la médaille d'argent  en épée individuelle et la médaille de bronze en épée par équipes aux  Championnats d'Afrique 2019 à Bamako.
Il est l'entraîneur d'épée de l'équipe d'Égypte de pentathlon moderne aux Jeux olympiques d'été de 2020.